# Новороссийский транспортный узел
Новороссийский транспортный узел — транспортный узел в южной акватории Российской Федерации на берегу Чёрного моря, формирующийся вокруг крупнейшего в России Новороссийского морского порта. Является ключевым элементом создаваемого Южного экспортно-импортного хаба, который является флагманским проектом Стратегии социально-экономического развития Краснодарского края до 2030 года.

### Нормативная база
Проект «Комплексное развитие Новороссийского транспортного узла (Краснодарский край)» вошел в Федеральную целевую программу «Развитие транспортной системы России (2010—2020 гг.)» (подпрограмма «Развитие экспорта транспортных услуг»), а в дальнейшем — в Федеральную адресную инвестиционную программу до 2020 года.
Проект реализуется при содействии Министерства транспорта РФ и подразделений ОАО «РЖД» во взаимодействии с администрациями Краснодарского края и города Новороссийск.

### Цели, задачи и предполагаемые результаты проекта
Основной целью проекта заявлено создание и развитие инфраструктуры имеющего общегосударственное значение Новороссийского транспортного узла, а также совершенствование транспортной инфраструктуры ЮФО в целом.
Реализации проекта — создание нового транспортного кластера для обеспечения стабильной работы предприятий ЮФО. Также поставлена задача реализации комплексного инфраструктурного проекта на юге России, в котором будет задействована имеющаяся инфраструктура Новороссийского порта.
Реализация проекта синхронизирована с программой развития Новороссийского морского порта.

### Элементы проекта
В общей сложности проект предусматривает создание 15 объектов транспортной инфраструктуры. При этом для обеспечения грузоперевозок было предусмотрено осуществление за счет средств федерального бюджета строительства станции в районе разъезда 9 км Северо — Кавказской железной дороги, железнодорожных парков, а также развития ж/д станции Новороссийск Северо — Кавказской железной дороги и дальних подходов к этим станциям.
Для этих же целей была предусмотрена реализация трех автодорожных проектов: строительство автодороги Цемдолина — ул. Портовая (г. Новороссийск) протяженностью свыше 10 км. В состав проекта входит строительство 12 путепроводов, мостов, транспортных развязок и эстакад, 4 пересечения с автодорогами и ж/д путями, 4 моста через реки; строительство путепровода на ул. Магистральная протяженностью около 2 км;
строительство авторазвязки на участке Сухумийского шоссе в районе ОАО «НСРЗ» и юго-восточного грузового района порта со съездами к предприятиям, находящимся на территории порта.
В портовой инфраструктуре проект выделяет следующие объекты:
- перевалочный терминал для мазута;
- зерновой перевалочный терминал на пристани N 3;
- перевалочный терминал для контейнернов мощностью 350000 TEU;
- 2-я очередь перевалочного комплекса для сухих минеральных удобрений в Восточном районе порта;
- лесной терминал;
- глиноземный перевалочный терминал;
- мощности бункеровки;
- контейнерный терминал в Юго-Восточном грузовом районе мощностью 350000 TEU ;
- терминал для перевалки зерна в Юго-Восточном грузовом районе[12].

Также в период действия проекта к сентябрю 2018 года были введены в эксплуатацию реконструированные причалы № 34 и № 34а Каботажного мола в Новороссийском морском порту. По итогам реконструкции длина причала № 34 была увеличена до 287,67 метров, а причала № 34а — до 149 метров.